# Quận Hampden, Massachusetts
Quận Hampden là một quận thuộc tiểu bang Massachusetts, Hoa Kỳ.
Quận này được đặt tên theo. Theo điều tra dân số của Cục điều tra dân số Hoa Kỳ năm 2000, quận có dân số người, dân số năm 2008 là 482.228 người. Quận lỵ đóng ở Springfield. Quận được lập năm 1812 từ quận Hampshire.

## Địa lý
Theo Cục điều tra dân số Hoa Kỳ, quận có diện tích km2, trong đó có km2 là diện tích mặt nước.